# Cyanopepla dognini
Cyanopepla dognini är en fjärilsart som beskrevs av Gustaaf Hulstaert 1924. Cyanopepla dognini ingår i släktet Cyanopepla och familjen björnspinnare. Inga underarter finns listade i Catalogue of Life.